# Hokej na travi na OI 1968.
Olimpijske igre 1968. su se održale u Meksiku, u Ciudad Mexicu.

## Mjesta odigravanja susreta
Susreti su se odigrali na općinskom stadionu kojeg se posebno za ove igre prilagodilo. Stadion se nalazi u športskom gradiću Ciudad Deportiva Magdalena Mixhuca. Kubura (razgovor) 04:53, 17. prosinca 2009. (CET)

## Momčadi sudionice
Sudjelovalo je petnaest predstavništava: Pakistan, Indija, Australija, Novi Zeland, Malezija, Argentina, Uj. Kraljevstvo, Nizozemska, Španjolska, Belgija, SR Njemačka, DR Njemačka, Kenija, Francuska i domaćin Meksiko.

### Argentina
Eduardo Guelfand, Armando Cigognini, Jorge Piccioli, Osvaldo Monti, Fernando Calp, Jorge Tanuscio, Eduardo Anderson, Héctor Marinoni, Gerardo Lorenzo, Alberto Disera, Rodolfo Monti, Jorge Sabbione, Gabriel Scally, Daniel Portugués, Alfredo Quacquarini, Jorge Giannini, Carlos Kenny, Jorge Suárez

### Australija
Brian Glencross, Paul Dearing, Raymond Evans, Robert Haigh, Donald Martin, James Mason, Patrick Nilan, Eric Pearce, Gordon Pearce, Julian Pearce, Desmond Piper, Frederick Quinn, Ronald Riley, Donald Smart

### Belgija
Jean-Marie Buisset, André Muschs, Marc Legros, Georges Vanderhulst, Jean-Louis Leclerc, Yves Bernaert, Michel Deville, Claude Ravinet, Guy Miserque, Jean-Louis Roersch, Jean-François Gilles, Daniel Dupont, Armand Solie, William Hansen, Charly Bouvy

### DR Njemačka
Rainer Stephan, Axel Thieme, Eckhard Wallossek, Klaus Bahner, Horst Brennecke, Dieter Klaus, Lothar Lippert, Dieter Ehrlich, Karl-Heinz Freiberger, Reinhart Sasse, Hans-Dietrich Sasse, Rolf Thieme, Klaus Träumer, Helmut Rabis

### Francuska
Jean-Paul Sauthier, Jean-Claude Merkes, Patrick Burtschell, Gilles Verrier, Marc Chapon, Georges Corbel, Claude Windal, Stephane Joinau, Charles Pous, Richard Dodrieux, Jean-Paul Capelle, Philippe Vignon, Georges Grain, Alain Pascarel, Albert Vanpoulle, Bernard Arlin, Jean-Paul Petit, Michel Windal

### Indija
Rajendra Christy, Gurbux Singh, Prithipal Singh, Ajitpal Singh, Balbir Singh I, Balbir Singh II, John Peter, Harbinder Singh, Inder Singh, Tarsem Singh, Munir Sait, Perumal Krishnamurthy, Harmik Singh, Balbir Singh III, Inamur Rehman

### Japan
Norihiko Macumoto, Kacuhiro Juzaki, Akio Takašima, Šigeo Kaoku, Cuneja Juzaki, Akio Kudo, Kjoići Nagaja, Hiroši Tanaka, Šozo Nišimura, Masaši Onda, Minoru Jošimura, Akihito Vada, Jukio Kamimura, Kazuo Kavamura

### Kenija
John Simonion, Kirpal Bhardwaj, Avtar Sohal, Mohamed Malik, Surjeet Panesar, Silvester Fernandes, Leo Fernandes, Hillary Fernandes, Davinder Deegan, Santokh Matharu, Aloysius Mendonca, Harvinder Marwa, Egbert Fernandes, Reynold Pereira

### Malezija
Ho Koh Chye, Francis Belavantheran, Naganathy Srishanmuganathan, Arulraj Michael, Alagaratnam Kumaratnam, Ibrahim Ameenuddin, Joseph Johnson, Savinder Singh, Arumugam Sabapathy, Yang Siow-Ming, Koh Hock Seng, Sewa Harnahal, Keo Chong-Jin, S. Jeevajothy, Yogeswaran Rajaratnam, Kuldip Singh, Leong Wey-Pyu

### Meksiko
Antonio Prud'Homme, David Sevilla, Javier Varela, Adrián Maycsell, Zeno Fernández, Orlando Ventura, Héctor Bustamante, Héctor Ventura, Oscar Huacuja, Juan Calderón, Humberto Gutiérrez, Roberto Villaseñor, Enrique Filoteo, Jorge Bada, Manuel Fernández, Noel Gutiérrez, Adán Noriega

### Nizozemska
Joost Boks, Aart Brederode, Edo Buma, Sebo Ebbens, John Elffers, Jan Piet Fokker, Otto ter Haar, Gerard Hijlkema, Arie de Keyzer, Ewald Kist, Tippy de Lanoy Meijer, Frans Spits, Heiko van Staveren, Theo Terlingen, Kick Thole, Theo van Vroonhoven, Piet Weemers

### Novi Zeland
John Anslow, Jan Borren, Roger Capey, John Christensen, John Hicks, Bruce Judge, Alan McIntyre, Ross McPherson, Barry Maister, Selwyn Maister, Alan Patterson, Edwin Salmon, Keith Thomson

### Pakistan
Zakir Hussain, Tanvir Dar, Tariq Aziz, Saeed Anwar, Riaz Ahmed, Gulrez Akhtar, Khalid Hussain, Mohammad Ashfaq, Tariq Niazi, Asad Malik, Jehangir Butt, Riaz Ud Din, Abdul Rashid

### SR Njemačka
Wolfgang Rott, Günther Krauss, Utz Aichinger, Jürgen Wein, Klaus Greinert, Ulrich Vos, Detlef Kittstein, Norbert Schuler, Fritz Schmidt, Carsten Keller, Michael Krause, Wolfgang Müller, Dirk Michel, Eckart Suhl, Ulrich Sloma, Hermann End, Friedrich Josten, Wolfgang Baumgart

### Španjolska
Carlos Del Coso, Antonio Nogues, Julio De Solaun, José Salles, José Dinares, Narciso Ventallo, Augustín Masana, Juan Quintana, Francisco Amat, Jorge Fábregas, Jorge Vidal, José Colomer, Juan Amat, Francisco Fábregas, Juan Alvear, Rafael Camiña, Pedro Amat

### Uj. Kraljevstvo
Harold Cahill, Roger Flood, John Neill, James Deegan, Richard Oliver, David Wilman, Gerald Carr, Anthony Ekins, Keith Sinclair, Andrew Trentham, Jeremy Barham, Basil Christensen, Charles Donald, Timothy Lawson, Stuart Morris, Malcolm Read, Colin Whalley, Peter Wilson

## Rezultati

### Prvi krug - po skupinama

#### Skupina "A"
| Nadnevak      | Vrijeme | Momčad      |       | Momčad      |
| ------------- | ------- | ----------- | ----- | ----------- |
| 13. listopada | 10:30   | Novi Zeland | 2 : 1 | Indija      |
| 13. listopada | 10:30   | SR Njemačka | 2 : 0 | Belgija     |
| 13. listopada | 12:00   | Japan       | 2 : 1 | Meksiko     |
| 13. listopada | 12:00   | Španjolska  | 1 : 1 | DR Njemačka |
| 14. listopada | 10:30   | Belgija     | 4 : 0 | DR Njemačka |
| 14. listopada | 10:30   | Španjolska  | 0 : 0 | Japan       |
| 14. listopada | 12:00   | Novi Zeland | 2 : 0 | Meksiko     |
| 14. listopada | 16:00   | Indija      | 2 : 1 | SR Njemačka |
| 15. listopada | 11:00   | Španjolska  | 2 : 0 | Belgija     |
| 15. listopada | 11:00   | Indija      | 8 : 0 | Meksiko     |
| 15. listopada | 12:30   | DR Njemačka | 1 : 1 | Novi Zeland |
| 15. listopada | 12:30   | SR Njemačka | 2 : 0 | Japan       |
| 17. listopada | 10:30   | SR Njemačka | 3 : 2 | DR Njemačka |
| 17. listopada | 10:30   | Belgija     | 4 : 0 | Meksiko     |
| 17. listopada | 12:00   | Novi Zeland | 1 : 0 | Japan       |
| 17. listopada | 12:00   | Indija      | 1 : 0 | Španjolska  |
| 18. listopada | 11:00   | Indija      | 2 : 1 | Belgija     |
| 18. listopada | 11:00   | SR Njemačka | 0 : 0 | Novi Zeland |
| 18. listopada | 12:30   | Španjolska  | 3 : 0 | Meksiko     |
| 18. listopada | 12:30   | DR Njemačka | 1 : 0 | Japan       |
| 20. listopada | 10:30   | DR Njemačka | 2 : 0 | Meksiko     |
| 20. listopada | 12:00   | Indija      | 5 : 0 | Japan       |
| 20. listopada | 12:00   | Novi Zeland | 1 : 1 | Belgija     |
| 20. listopada | 16:00   | SR Njemačka | 2 : 0 | Španjolska  |
| 21. listopada | 10:30   | SR Njemačka | 5 : 1 | Meksiko     |
| 21. listopada | 10:30   | Belgija     | 4 : 2 | Japan       |
| 21. listopada | 12:00   | Indija      | 1 : 0 | DR Njemačka |
| 21. listopada | 16:00   | Novi Zeland | 1 : 1 | Španjolska  |

| Mj. | Država      | Ut | Pb | N | Pz | Pos | Pri | RP  | Bod |
| --- | ----------- | -- | -- | - | -- | --- | --- | --- | --- |
| 1.  | Indija      | 7  | 6  | 0 | 1  | 20  | 4   | 16  | 12  |
| 2.  | SR Njemačka | 7  | 5  | 1 | 1  | 15  | 5   | 10  | 11  |
| 3.  | Novi Zeland | 7  | 3  | 4 | 0  | 8   | 4   | 4   | 10  |
| 4.  | Španjolska  | 7  | 2  | 3 | 2  | 7   | 5   | 2   | 7   |
| 5.  | Belgija     | 7  | 3  | 1 | 3  | 14  | 9   | 5   | 7   |
| 6.  | DR Njemačka | 7  | 2  | 2 | 3  | 7   | 10  | -3  | 6   |
| 7.  | Japan       | 7  | 1  | 1 | 5  | 4   | 14  | -10 | 3   |
| 8.  | Meksiko     | 7  | 0  | 0 | 7  | 2   | 26  | -24 | 0   |

#### Skupina "B"
| Nadnevak      | Vrijeme | Momčad          |       | Momčad          |
| ------------- | ------- | --------------- | ----- | --------------- |
| 13. listopada | 10:30   | Australija      | 2 : 0 | Kenija          |
| 13. listopada | 12:00   | Francuska       | 0 : 0 | Malezija        |
| 13. listopada | 16:00   | Pakistan        | 6 : 0 | Nizozemska      |
| 13. listopada | 16:00   | Uj. Kraljevstvo | 2 : 0 | Argentina       |
| 14. listopada | 10:30   | Pakistan        | 1 : 0 | Francuska       |
| 14. listopada | 12:00   | Kenija          | 1 : 1 | Malezija        |
| 14. listopada | 12:00   | Nizozemska      | 7 : 0 | Argentina       |
| 14. listopada | 16:00   | Australija      | 0 : 0 | Uj. Kraljevstvo |
| 16. listopada | 11:00   | Nizozemska      | 2 : 1 | Uj. Kraljevstvo |
| 16. listopada | 11:00   | Kenija          | 2 : 0 | Francuska       |
| 16. listopada | 12:30   | Malezija        | 1 : 1 | Argentina       |
| 16. listopada | 12:30   | Pakistan        | 3 : 2 | Australija      |
| 17. listopada | 10:30   | Francuska       | 1 : 0 | Uj. Kraljevstvo |
| 17. listopada | 12:00   | Pakistan        | 5 : 0 | Argentina       |
| 17. listopada | 16:00   | Australija      | 3 : 0 | Malezija        |
| 17. listopada | 16:00   | Kenija          | 2 : 0 | Nizozemska      |
| 19. listopada | 11:00   | Pakistan        | 2 : 1 | Uj. Kraljevstvo |
| 19. listopada | 11:00   | Kenija          | 2 : 1 | Argentina       |
| 19. listopada | 12:30   | Francuska       | 1 : 0 | Australija      |
| 19. listopada | 12:30   | Nizozemska      | 1 : 0 | Malezija        |
| 20. listopada | 10:30   | Nizozemska      | 1 : 0 | Francuska       |
| 20. listopada | 10:30   | Kenija          | 3 : 0 | Uj. Kraljevstvo |
| 20. listopada | 12:00   | Australija      | 3 : 1 | Argentina       |
| 20. listopada | 16:00   | Pakistan        | 4 : 0 | Malezija        |
| 21. listopada | 10:30   | Argentina       | 1 : 0 | Francuska       |
| 21. listopada | 12:00   | Pakistan        | 2 : 1 | Kenija          |
| 21. listopada | 12:00   | Australija      | 2 : 0 | Nizozemska      |
| 21. listopada | 16:00   | Uj. Kraljevstvo | 2 : 0 | Malezija        |

| Mj. | Država          | Ut | Pb | N | Pz | Pos | Pri | RP  | Bod |
| --- | --------------- | -- | -- | - | -- | --- | --- | --- | --- |
| 1.  | Pakistan        | 7  | 7  | 0 | 0  | 23  | 4   | 19  | 14  |
| 2.  | Australija      | 7  | 4  | 1 | 2  | 12  | 5   | 7   | 9   |
| 3.  | Kenija          | 7  | 4  | 1 | 2  | 11  | 6   | 5   | 9   |
| 4.  | Nizozemska      | 7  | 4  | 0 | 3  | 11  | 11  | 0   | 8   |
| 5.  | Francuska       | 7  | 2  | 1 | 4  | 2   | 5   | -3  | 5   |
| 6.  | Uj. Kraljevstvo | 7  | 2  | 1 | 4  | 6   | 8   | -2  | 5   |
| 7.  | Argentina       | 7  | 1  | 1 | 5  | 4   | 20  | -16 | 3   |
| 8.  | Malezija        | 7  | 0  | 3 | 4  | 2   | 12  | -10 | 3   |

##### Doigravanje za 2. mjesto u skupini "B"
| datum         |  | land       |       | land   |
| ------------- |  | ---------- | ----- | ------ |
| 22. listopada |  | Australija | 3 : 2 | Kenija |

### Za poredak

#### 15. – 16. mjesto
| Nadnevak      | Vrijeme | Momčad   |       | Momčad  |
| ------------- | ------- | -------- | ----- | ------- |
| 23. listopada | 12:30   | Malezija | 1 : 0 | Meksiko |

#### 13. – 14. mjesto
| Nadnevak      | Vrijeme | Momčad |       | Momčad    |
| ------------- | ------- | ------ | ----- | --------- |
| 23. listopada | 12:30   | Japan  | 2 : 0 | Argentina |

#### 11-12. mjesto
| Nadnevak      | Vrijeme | Momčad      |       | Momčad          |
| ------------- | ------- | ----------- | ----- | --------------- |
| 23. listopada | 11:00   | DR Njemačka | 2 : 1 | Uj. Kraljevstvo |

#### 9. – 10. mjesto
| Nadnevak      | Vrijeme | Momčad  |       | Momčad    |
| ------------- | ------- | ------- | ----- | --------- |
| 23. listopada | 11:00   | Belgija | 3 : 0 | Francuska |

#### 5-.8. mjesto
| Nadnevak      | Vrijeme | Momčad     |       | Momčad      |
| ------------- | ------- | ---------- | ----- | ----------- |
| 23. listopada | 11:00   | Nizozemska | 3 : 1 | Novi Zeland |
| 23. listopada | 12:30   | Španjolska | 2 : 1 | Kenija      |

#### 7. – 8. mjesto
| Nadnevak      | Vrijeme | Momčad      |       | Momčad |
| ------------- | ------- | ----------- | ----- | ------ |
| 25. listopada | 11:00   | Novi Zeland | 2 : 0 | Kenija |

#### 5. – 6. mjesto
| Nadnevak      | Vrijeme | Momčad     |       | Momčad     |
| ------------- | ------- | ---------- | ----- | ---------- |
| 25. listopada | 12:45   | Nizozemska | 1 : 0 | Španjolska |

### Poluzavršnica
| Nadnevak      | Vrijeme | Momčad     |       | Momčad      |
| ------------- | ------- | ---------- | ----- | ----------- |
| 24. listopada | 11:00   | Australija | 2 : 1 | Indija      |
| 24. listopada | 12:45   | Pakistan   | 1 : 0 | SR Njemačka |

### Za brončano odličje
| Nadnevak      | Vrijeme | Momčad |       | Momčad      |
| ------------- | ------- | ------ | ----- | ----------- |
| 26. listopada | 11:00   | Indija | 2 : 1 | SR Njemačka |

### Završnica
| Nadnevak      | Vrijeme | Momčad   |       | Momčad     |
| ------------- | ------- | -------- | ----- | ---------- |
| 26. listopada | 12:45   | Pakistan | 2 : 1 | Australija |

Pobijedila je momčad Pakistana.

## Završni poredak
| Momčadi |                        |
| Zlato   | Pakistan               |
| Srebro  | Australija             |
| Bronca  | Indija                 |
| 4.      | SR Njemačka            |
| 5.      | Nizozemska             |
| 6.      | Španjolska             |
| 7.      | Novi Zeland            |
| 8.      | Kenija                 |
| 9.      | Belgija                |
| 10.     | Francuska              |
| 11.     | DR Njemačka            |
| 12.     | Ujedinjeno Kraljevstvo |
| 13.     | Japan                  |
| 14.     | Argentina              |
| 15.     | Malezija               |
| 16.     | Meksiko                |

| Olimpijski prvaci 1968. |
| ----------------------- |
| Pakistan Drugi naslov   |